# Henrik Møllgaard
Henrik Møllgaard Jensen (Bramming, 2 gennaio 1985) è un ex pallamanista e allenatore di pallamano danese, vice allenatore del Paris-Saint Germain.

## Palmarès

### Club
- Håndboldligaen: 8

Kolding: 2005-06, 2008-09
Albrog: 2009-10, 2018-19, 2019-20, 2020-21, 2023-24, 2024-25
- Coppa di Danimarca di pallamano maschile: 5

Kolding: 2005-06, 2006-07
Skjern: 2013-14
Aalborg: 2020-21, 2024-25
- Division 1: 3

PSG: 2015-16, 2016-17, 2017-18
- Coppa di Francia: 1

PSG: 2017-18
- Coppa di Lega: 2

PSG: 2016-17, 2017-18
- Supercoppa di Francia: 2

PSG: 2015, 2016
- Supercoppa di Danimarca di pallamano maschile: 4

Aalborg: 2019, 2020, 2021, 2022

### Nazionale
- Olimpiadi

 Rio de Janeiro 2016, Parigi 2024
 Tokyo 2020
- Mondiali

 Germania e Danimarca 2019, Egitto 2021, Polonia e Svezia 2023, Croazia, Danimarca e Norvegia 2025
 Spagna 2013
- Europei

 Danimarca 2014, Germania 2024
 Slovacchia e Ungheria 2022